# Lörihen
Lörihen es una banda argentina de heavy metal y power metal formada en Buenos Aires en 1996.

## Historia
Lörihen se formó en 1996 como idea del guitarrista Emiliano Obregón. En la actualidad la formación está compuesta por Leo Dobao en batería, Emiliano Obregón en guitarra, Lucas Gerardo en voz y Christian Abarca en bajo. El nombre «Lörihen» fue tomado de la célebre novela de J. R. R. Tolkien El Señor de los Anillos, en la que Lórien es un bosque habitado por elfos, y reformado posteriormente por cuestiones estéticas. Lörihen ocupa un lugar muy importante dentro de la escena sudamericana donde uno de sus puntos más fuertes es la actuación en vivo de sus músicos. Sus shows destacan por la solidez musical, los climas logrados a partir de los cambios escenográficos y los segmentos audiovisuales proyectados en vivo sobre la ejecución de los temas. A finales del 2001 lanzaron su segundo disco llamado Antes de tiempo publicado por Heaven Records, en el cual incluyeron versiones de Skid Row, Rata Blanca y V8.
Con cinco discos editados de los cuales uno fue grabado en directo, la agrupación fue elegida en reiteradas oportunidades para participar de diversos festivales de nivel internacional compartiendo escenario con bandas tales como Judas Priest, Whitesnake y Rata Blanca en el Monsters of Rock 2005, Exodus, Stratovarius, Rhapsody, Hammerfall (en Buenos Aires y en Montevideo), Labyrinth, Vision Divine,Avantasia, Therion,Tierra Santa, Angra y Shaman.
Dentro de la República Argentina Lörihen se presentó en más de setenta ciudades, sin dejar una sola capital por visitar en el marco de la gira realizada como presentación de su tercer disco Paradigma entre los años 2003 y 2004. Fuera del país, han visitado Bolivia, Brasil, Paraguay y Uruguay en ocho oportunidades.
En 2006 participaron del disco tributo a la banda argentina Riff, llamado Que sea rocka.

## Medios de difusión
La agrupación también se presentó en vivo en distintas emisoras radiales y programas de televisión a nivel argentino, tales como FM Rock & Pop, Much Music, CM (canal de la música), Radio Nacional, FM La Tribu, entre otras.

## Miembros
- Lucas Gerardo - Voz (2006-presente).
- Emiliano Obregón - Guitarra (1996-presente).
- Cristian Abarca - Bajo (2019-presente).
- Leo Dobao - Batería (2023-presente)

### Miembros anteriores
- Javier Barrozo - Voz (1998-2006).
- David Latorre - Voz (1996-1998).
- Mariano Rios - Guitarra (1996-1998).
- Rodrigo Gudiña - Guitarra (1998-2000 como invitado)
- Julian Barrett - Guitarra (2001-2017).
- Damián Janczur - Bajo (1998-2002).
- Ignacio Deabreu - Bajo (1996-1997).
- Germain Leth - Bajo (1997-1998).
- Nicolás Ciancio - Bajo (2002-2016).
- Ezequiel Giménez - Bajo (2016-2019).
- Ezequiel Catalano - Guitarra (2017-2019).
- Alejandro Graf - Teclados (2020-2021).
- Hernán Rios -  Batería (1996-2022)
- Rodri Fiori - Batería (2022-2023).

## Línea de tiempo
No se puede compilar la entrada de EasyTimeline:

Timeline generation failed: 2 errors found

Line 53:   bar:Catalano from:01/12/2017 till:10/10/2019       color:Guitar2

- Plotdata attribute 'till' invalid.

```
 Date '10/10/2019' not within range as specified by command Period.

```

Line 60:   bar:HRios   from:01/01/1996 till:20/06/2021 color:Drums

- Plotdata attribute 'till' invalid.

```
 Date '20/06/2021' not within range as specified by command Period.

```

## Discografía

### Álbumes
- Utopía (Nems, 2000)
- Antes de tiempo (Heaven Records, 2001)
- Paradigma (Virtual Records, 2003)
- Vivo 2012 (Icarus, 2005)
- Bajo la cruz (Icarus, 2007)
- Vivo Sin control DVD CD (Icarus, 2013)
- Aún sigo latiendo (Icarus 2015)
- Bajo la cruz 10° Aniversario (Virtual Records, 2017)
- Fuego y Madera (EP Acústico) (Virtual Records, 2017)
- Desconexión (Virtual Records, 2018)
- La Magia del Caos (Virtual Records, 2023)

### DVD
- Vivo sin control (Icarus, 2013)
- 20° aniversario (Virtual Records, 2016)

### Participación en Discos tributo
- Tributo a V8 (2001)
- Tributo a Rata Blanca (2001)
- Tributo a Metallica (2003)
- Tributo a Iron Maiden (2003)
- Tributo a Manowar (2004)
- Tributo a Panzer (España; 2004)
- Tributo a Judas Priest (2006)
- Tributo a Riff (2006)[6]
- Tributo a Barón Rojo (2006)
- Tributo internacional a Kraken (2008)

### Compilaciones
- Fanzine Metallica n.º 1 (1999)
- Fanzine Metallica n.º 2 (2001)
- Festival Nems (2000)
- Revista Heavy Metal Magazine (2003)
- Revista Jedbangers (2003)